# Beta zakręt

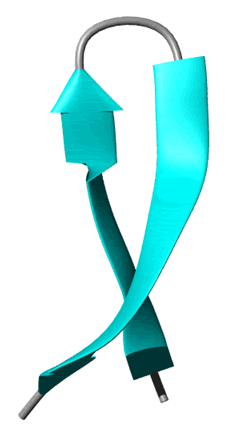
β-zakręt

Beta zakręt (zwrot beta) – element strukturalny większości białek powodujący zmianę kierunku łańcucha polipeptydowego. Beta zakręt jest elementem drugorzędowej struktury białka. Dzięki zmianom kierunku łańcucha, cząsteczki białek są ściśle upakowane i mają globularne kształty. Zakręt beta o strukturze „spinki do włosów” powstaje na skutek tworzenia się wewnątrzcząsteczkowych wiązań wodorowych w łańcuchu polipeptydowym między atomem tlenu grupy karbonylowej C=O i atomem wodoru grupy amidowej NH dwóch reszt aminokwasowych oddalonych od siebie o ≥1 pozycji. Nazwa „zwrot beta” została przyjęta, ponieważ elementy te często łączą antyrównoległe nici beta w strukturach typu harmonijki beta.